# 대남초등학교 (충남)
대남초등학교는 대한민국 충청남도 보령시에 있는 공립 초등학교이다.

## 학교 연혁
- 1949년 4월 1일: 대남국민학교 개교
- 1968년 3월 2일: 한내국민학교 분리

## 참고 자료
- 대남초등학교 - 한국교육학술정보원 학교알리미